# 小出英貞
小出 英貞（こいで ふささだ）は、丹波国園部藩4代藩主。吉親系小出家4代。

## 生涯
3代藩主小出英利の次男。正室は伊予国西条藩主松平頼純の娘であり、第八代将軍徳川吉宗の従姉妹にあたる。
元禄10年（1697年）閏2月1日、江戸幕府第五代将軍徳川綱吉に御目見した。宝永2年（1705年）4月22日、英利の隠居により家督を継いた。このとき、弟の小出英治に1千石を分与した。宝永6年（1709年）4月15日、従五位下・信濃守に叙任された。享保10年（1725年）5月1日に奏者番となり、同年6月11日からは寺社奉行と兼任した。享保17年（1732年）3月1日には西の丸若年寄を拝命した。藩政においては、江戸藩邸に藩校を創設している。
延享元年（1744年）、病気を理由に全ての職を辞そうとしたが、許されないまま11月15日に61歳で死去した。跡を長男の英持が継いだ。

## 系譜

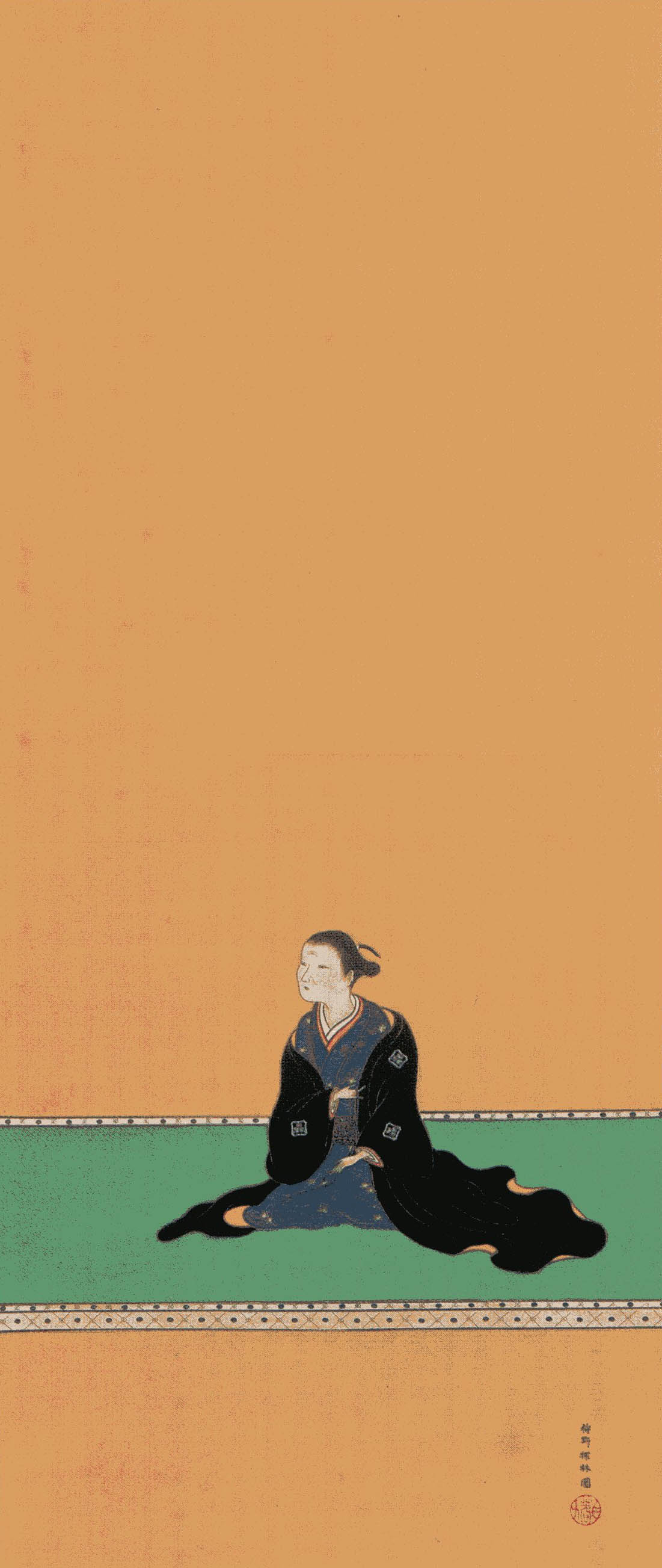
小出英貞夫人像/徳雲寺蔵

- 父：小出英利（1659-1713）
- 母：不詳
- 正室：八千 - 松平頼純の娘
  - 長男：小出英持（1706-1767）
- 生母不明の子女
  - 女子：堀直為正室
  - 女子：稲垣昭賢正室